# Salamancadeklarationen
Salamancadeklarationen, eller Salamanca Statement and Framework for Action on Special Needs Education, är ett internationellt policydokument som antogs vid The World Conference on Special Needs Education: Access and Quality som hölls i Salamanca, Spanien, 7–10 juni 1994. Konferensen organiserades av FN:s organisation för utbildning, vetenskap och kultur (UNESCO) i samarbete med den spanska regeringen. Deklarationen är en av de mest betydelsefulla överenskommelserna inom området inkluderande utbildning.

## Bakgrund och syfte
Syftet med Salamancadeklarationen var att uppmuntra regeringar och utbildningssystem världen över att prioritera inkluderande utbildning och integrera elever med särskilda behov i ordinarie skolverksamhet. Dokumentet bygger på principen om att alla barn, oavsett förmåga eller funktionsnedsättning, har rätt till en utbildning av hög kvalitet som är anpassad till deras individuella behov.
Deklarationen underströk att inkluderande skolor är det mest effektiva sättet att bekämpa diskriminering, skapa inkluderande samhällen och uppnå utbildning för alla (EFA, Education for All). Den framhöll också vikten av att utveckla utbildningssystem som är flexibla och anpassningsbara för att kunna möta behoven hos alla elever.

## Innehåll och principer
Deklarationen består av två huvudsakliga delar: själva uttalandet (The Salamanca Statement) och en åtgärdsram (Framework for Action). Tillsammans utgör de en handlingsplan för regeringar och andra aktörer inom utbildningssektorn. Några av de centrala principerna är:
- Rätten till utbildning som anger att alla barn har rätt till en inkluderande och jämlik utbildning.
- Inkluderande skolor som norm som anger att alla skolor bör vara öppna för barn med olika förmågor och bakgrunder, och det är skolornas ansvar att anpassa undervisningen efter elevernas behov.
- Individuella anpassningar som förutsätter att utbildningssystem måste vara flexibla och erbjuda resurser och stöd som gör det möjligt för alla elever att delta på lika villkor.
- Betydelsen av gemenskap för att, genom inkluderande utbildning, bidra till att stärka social sammanhållning och minska ojämlikhet i samhället.

## Konferensens deltagare
Konferensen i Salamanca samlade över 300 delegater från 92 länder, inklusive representanter för regeringar, icke-statliga organisationer (NGO:er) och forskarsamhället. Delegaterna representerade olika perspektiv inom utbildning och specialpedagogik, vilket bidrog till att ge deklarationen en bred och internationellt förankrad legitimitet.

## Påverkan och betydelse
Salamancadeklarationen har haft en stor inverkan på hur utbildning för elever i behov av särskilt stöd organiseras och betraktas globalt. Många länder har använt deklarationen som en utgångspunkt för att reformera sina utbildningssystem och integrera inkluderande principer i sina lagar och policies. Dokumentet har också spelat en viktig roll i FN:s fortsatta arbete med hållbar utveckling och utbildning för alla, särskilt genom målen för global hållbar utveckling (SDG) och UNESCO:s globala utbildningsinitiativ.

## Kritik och utmaningar
Trots sitt inflytande har deklarationen mött kritik, särskilt när det gäller implementeringen av de inkluderande principerna i praktiken. Kritiker menar att många skolor saknar resurser, kompetens och stöd för att framgångsrikt inkludera alla elever. Frågan om hur inkludering ska balanseras med behovet av specialiserat stöd för vissa elever har också varit föremål för debatt.